# Pseudopallene difficile
Pseudopallene difficile is een zeespin uit de familie Callipallenidae. De soort behoort tot het geslacht Pseudopallene. Pseudopallene difficile werd in 2009 voor het eerst wetenschappelijk beschreven door Arango. 